# Ternana Calcio 2020-2021
Questa voce raccoglie le informazioni riguardanti la Ternana Calcio nelle competizioni ufficiali della stagione 2020-2021.

## Stagione
La stagione 2020-2021 è per la Ternana la 37ª partecipazione alla terza serie del Campionato italiano di calcio. Disputa il girone C del campionato di Serie C, lo vince alla grande con 90 punti, 22 i punti di vantaggio sulle seconde classificate Avellino e Catanzaro, ritornando tra i cadetti dopo tre stagioni in terza serie. Affidate a Cristiano Lucarelli le fere dominano incontrastate il girone meridionale di terza serie. Con due atleti rossoverdi appaiati in vetta alla classifica dei marcatori del girone con 17 reti, l'uruguaiano César Falletti e Anthony Partipilo. La Ternana ha espresso il miglior attacco con 95 reti segnate e solo due sconfitte subite in trentasei giornate. Al termine del campionato vince anche la Supercoppa di Serie C 2021 superando il Como che ha vinto il girone A ed il Perugia che ha vinto il girone B. Ha partecipato anche alla Coppa Italia nazionale ma è stata subito eliminata nel primo turno dall'Albinoleffe che si è imposto al Liberati (1-2). Per questa stagione non si è disputata la Coppa Italia di Serie C.

## Organigramma societario
Area direttiva
- Presidente: Stefano Bandecchi
- Vice presidente: Paolo Tagliavento

Area sanitaria
- Responsabile: Dr. Michele Martella
- Medici sociali: Dr. Carmelo Gentile, Dr. Massimo Francucci, Dr.ssa Alessandra Favoriti
- Responsabile fisioterapisti: Valerio Caroli

Area organizzativa
- Segretari: Vanessa Fenili, Francesca Caffarelli
- Team manager: Mattia Stante

Area comunicazione
- Ufficio stampa: Lorenzo Modestino

Area marketing
- Ufficio marketing: Agnese Passoni, Sergio Salvati

Area tecnica
- Direttore sportivo: Luca Leone
- Allenatore: Cristiano Lucarelli
- Allenatore in seconda: Richiard Vanigli
- Collaboratore tecnico: Ivan Francesco Alfonso
- Preparatore/i atletico/i: Alberto Bartali, Luca Coletti, Luca Casali
- Preparatore dei portieri: Pietro Spinosa

## Divise e sponsor
Lo sponsor principale per la stagione 2020-2021 è l'Università degli Studi "Niccolò Cusano", mentre lo sponsor tecnico è Macron.
| Casa | Trasferta | Trasferta |

## Rosa
| N. |                    | Ruolo | Calciatore          |
| -- | ------------------ | ----- | ------------------- |
| 1  | Italia (bandiera)  | P     | Antony Iannarilli   |
| 2  | Italia (bandiera)  | D     | Alessandro Celli    |
| 3  | Italia (bandiera)  | D     | Carlo Mammarella    |
| 4  | Italia (bandiera)  | C     | Giuseppe Argento    |
| 5  | Italia (bandiera)  | C     | Filippo Damian      |
| 6  | Croazia (bandiera) | D     | Ivan Kontek         |
| 7  | Italia (bandiera)  | C     | Federico Furlan     |
| 8  | Italia (bandiera)  | C     | Mattia Proietti     |
| 9  | Italia (bandiera)  | A     | Alexis Ferrante     |
| 10 | Italia (bandiera)  | A     | Daniele Vantaggiato |
| 11 | Italia (bandiera)  | A     | Giuseppe Torromino  |
| 13 | Italia (bandiera)  | A     | Gioacchino Niosi    |
| 14 | Italia (bandiera)  | D     | Michele Russo       |
| 15 | Italia (bandiera)  | D     | Emanuele Suagher    |
| 16 | Senegal (bandiera) | D     | Ndir Mame Ass       |
| 17 | Uruguay (bandiera) | C     | César Falletti      |

| N. |                       | Ruolo | Calciatore                |
| -- | --------------------- | ----- | ------------------------- |
| 18 | Slovenia (bandiera)   | D     | Matija Boben              |
| 19 | Italia (bandiera)     | C     | Gabriele Onesti           |
| 20 | Italia (bandiera)     | C     | Fabrizio Paghera          |
| 21 | Italia (bandiera)     | C     | Anthony Partipilo         |
| 22 | Italia (bandiera)     | P     | Tommaso Vitali            |
| 23 | Montenegro (bandiera) | A     | Filip Raičević            |
| 24 | Italia (bandiera)     | A     | Diego Peralta             |
| 25 | Italia (bandiera)     | C     | Marino Defendi (capitano) |
| 26 | Italia (bandiera)     | D     | Lorenzo Laverone          |
| 27 | Italia (bandiera)     | D     | Dario Bergamelli          |
| 28 | Italia (bandiera)     | C     | Aniello Salzano           |
| 29 | Francia (bandiera)    | D     | Modibo Diakité            |
| 30 | Italia (bandiera)     | C     | Antonio Palumbo           |
| 31 | Italia (bandiera)     | D     | Paolo Frascatore          |
| 32 | Italia (bandiera)     | P     | Angelo Casadei            |

## Calciomercato

### Sessione estiva
| Acquisti | Acquisti         | Acquisti  | Acquisti   |
| R.       | Nome             | da        | Modalità   |
| -------- | ---------------- | --------- | ---------- |
| D        | Ivan Kontek      | Aluminij  | definitivo |
| D        | Matija Boben     | Livorno   | prestito   |
| D        | Paolo Frascatore | Padova    | definitivo |
| A        | Diego Peralta    | Novara    | definitivo |
| C        | Céser Falletti   | Bologna   | prestito   |
| C        | Lorenzo Laverone | Ascoli    | definitivo |
| C        | Antonio Palumbo  | Sampdoria | prestito   |
| A        | Filip Raičević   | Livorno   | prestito   |

| Cessioni | Cessioni           | Cessioni    | Cessioni   |
| R.       | Nome               | a           | Modalità   |
| -------- | ------------------ | ----------- | ---------- |
| P        | Andrea Tozzo       | Mantova     | prestito   |
| P        | Riccardo Gagno     | Modena      | definitivo |
| D        | Simone Sini        | Ascoli      | definitivo |
| D        | Federico Mazzarani | Pistoiese   | prestito   |
| C        | Luca Parodi        | Alessandria | definitivo |
| C        | Gian Marco Nesta   | Lecco       | prestito   |
| C        | Guido Marilungo    | Monopoli    | prestito   |
| A        | Kingsley Boateng   | Fermana     | prestito   |

### Sessione invernale
| Acquisti | Acquisti        | Acquisti | Acquisti      |
| R.       | Nome            | da       | Modalità      |
| -------- | --------------- | -------- | ------------- |
| A        | Guido Marilungo | Monopoli | fine prestito |

| Cessioni | Cessioni        | Cessioni  | Cessioni |
| R.       | Nome            | a         | Modalità |
| -------- | --------------- | --------- | -------- |
| A        | Guido Marilungo | Carrarese | prestito |

## Risultati

### Coppa Italia
| Arbitro: | Forneau (Roma) |

|               |           |                          |
| Partipilo 50’ | Marcatori | 40’ Cori 44’ Canestrelli |

### Supercoppa di Serie C
| Arbitro: | Fontani (Siena) |

|  |           |                                         |
|  | Marcatori | 20’ Salzano 40’ Vantaggiato 70’ Peralta |

| Arbitro: | D'Ascanio (Ancona) |

|             |           |  |
| Salzano 64’ | Marcatori |  |

## Statistiche

### Statistiche di squadra
Statistiche aggiornate al 22 Maggio 2021
| Competizione          | Punti | In casa | In casa | In casa | In casa | In casa | In casa | In trasferta | In trasferta | In trasferta | In trasferta | In trasferta | In trasferta | Totale | Totale | Totale | Totale | Totale | Totale | DR  |
| Competizione          | Punti | G       | V       | N       | P       | Gf      | Gs      | G            | V            | N            | P            | Gf           | Gs           | G      | V      | N      | P      | Gf     | Gs     | DR  |
| --------------------- | ----- | ------- | ------- | ------- | ------- | ------- | ------- | ------------ | ------------ | ------------ | ------------ | ------------ | ------------ | ------ | ------ | ------ | ------ | ------ | ------ | --- |
| Serie C               | 90    | 18      | 14      | 3       | 1       | 51      | 15      | 18           | 14           | 3            | 1            | 44           | 17           | 36     | 28     | 6      | 2      | 95     | 32     | +63 |
| Coppa Italia          | 0     | 1       | 0       | 0       | 1       | 1       | 2       | 0            | 0            | 0            | 0            | 0            | 0            | 1      | 0      | 0      | 1      | 1      | 2      | -1  |
| Supercoppa di Serie C | 6     | 1       | 1       | 0       | 0       | 1       | 0       | 1            | 1            | 0            | 0            | 3            | 0            | 2      | 2      | 0      | 0      | 4      | 0      | +4  |
| Totale                | 96    | 20      | 15      | 3       | 2       | 53      | 17      | 19           | 15           | 3            | 1            | 47           | 17           | 39     | 30     | 6      | 3      | 100    | 34     | +66 |

### Andamento in campionato
| Giornata  | 1  | 2 | 3 | 4 | 5 | 6 | 7 | 8 | 9 | 10 | 11 | 12 | 13 | 14 | 15 | 16 | 17 | 18 | 19 | 20 | 21 | 22 | 23 | 24 | 25 | 26 | 27 | 28 | 29 | 30 | 31 | 32 | 33 | 34 | 35 | 36 | 37 | 38 |
| --------- | -- | - | - | - | - | - | - | - | - | -- | -- | -- | -- | -- | -- | -- | -- | -- | -- | -- | -- | -- | -- | -- | -- | -- | -- | -- | -- | -- | -- | -- | -- | -- | -- | -- | -- | -- |
| Luogo     | C  | T | C | T | C | T | C | C | T | C  | T  | C  | T  | C  | T  | C  | -  | C  | T  | T  | C  | T  | C  | T  | C  | T  | T  | C  | T  | C  | T  | C  | T  | C  | T  | -  | T  | C  |
| Risultato | N  | V | N | N | V | V | V | V | V | V  | V  | V  | V  | V  | V  | N  | R  | V  | V  | V  | V  | N  | V  | V  | V  | V  | P  | V  | N  | V  | V  | V  | V  | V  | V  | R  | V  | P  |
| Posizione | 10 | 1 | 3 | 5 | 4 | 1 | 1 | 1 | 1 | 1  | 1  | 1  | 1  | 1  | 1  | 1  | 1  | 1  | 1  | 1  | 1  | 1  | 1  | 1  | 1  | 1  | 1  | 1  | 1  | 1  | 1  | 1  | 1  | 1  | 1  | 1  | 1  | 1  |

Fonte:  Serie C Girone C 2020/2021, su calcio.com.
Legenda:

Luogo: C = Casa; T = Trasferta. Risultato: V = Vittoria; N = Pareggio; P = Sconfitta.

### Statistiche dei giocatori
I giocatori in corsivo e grassetto sono stati ceduti a stagione in corso.
| Giocatore      | Serie C  | Serie C | Serie C     | Serie C    | Coppa Italia | Coppa Italia | Coppa Italia | Coppa Italia | Totale   | Totale | Totale      | Totale     |
| Giocatore      | Presenze | Reti    | Ammonizioni | Espulsioni | Presenze     | Reti         | Ammonizioni  | Espulsioni   | Presenze | Reti   | Ammonizioni | Espulsioni |
| -------------- | -------- | ------- | ----------- | ---------- | ------------ | ------------ | ------------ | ------------ | -------- | ------ | ----------- | ---------- |
| G. Argento     | 0        | 0       | 0           | 0          | 0            | 0            | 0            | 0            | 0        | 0      | 0           | 0          |
| D. Bergamelli  | 0        | 0       | 0           | 0          | 1            | 0            | 0            | 0            | 1        | 0      | 0           | 0          |
| M. Boben       | 7        | 1       | 1           | 0          | 0            | 0            | 0            | 0            | 7        | 1      | 1           | 0          |
| A. Casadei     | 0        | 0       | 0           | 0          | 0            | 0            | 0            | 0            | 0        | 0      | 0           | 0          |
| A. Celli       | 0        | 0       | 0           | 0          | 0            | 0            | 0            | 0            | 0        | 0      | 0           | 0          |
| F. Damian      | 6        | 1       | 1           | 0          | 1            | 0            | 0            | 0            | 7        | 1      | 1           | 0          |
| M. Defendi     | 9        | 1       | 0           | 0          | 0            | 0            | 0            | 0            | 9        | 1      | 0           | 0          |
| M. Diakité     | 4        | 0       | 1           | 0          | 0            | 0            | 0            | 0            | 4        | 0      | 1           | 0          |
| C. Falletti    | 10       | 6       | 3           | 0          | 1            | 0            | 0            | 0            | 11       | 6      | 3           | 0          |
| A. Ferrante    | 2        | 1       | 0           | 0          | 0            | 0            | 0            | 0            | 2        | 1      | 0           | 0          |
| P. Frascatore  | 4        | 0       | 0           | 0          | 0            | 0            | 0            | 0            | 4        | 0      | 0           | 0          |
| F. Furlan      | 9        | 2       | 1           | 0          | 1            | 0            | 0            | 0            | 10       | 2      | 1           | 0          |
| A. Iannarilli  | 10       | -5      | 1           | 0          | 1            | -2           | 0            | 0            | 11       | -7     | 1           | 0          |
| I. Kontek      | 10       | 0       | 1           | 0          | 0            | 0            | 0            | 0            | 10       | 0      | 1           | 0          |
| L. Laverone    | 5        | 0       | 0           | 0          | 0            | 0            | 0            | 0            | 5        | 0      | 0           | 0          |
| N. Mame Ass    | 0        | 0       | 0           | 0          | 0            | 0            | 0            | 0            | 0        | 0      | 0           | 0          |
| C. Mammarella  | 7        | 0       | 0           | 0          | 0            | 0            | 0            | 0            | 7        | 0      | 0           | 0          |
| G. Marilungo   | 1        | 0       | 0           | 0          | 1            | 0            | 0            | 0            | 2        | 0      | 0           | 0          |
| G. Niosi       | 0        | 0       | 0           | 0          | 1            | 0            | 0            | 0            | 1        | 0      | 0           | 0          |
| G. Onesti      | 1        | 0       | 0           | 0          | 1            | 0            | 0            | 0            | 2        | 0      | 0           | 0          |
| A. Palumbo     | 7        | 1       | 1           | 0          | 0            | 0            | 0            | 0            | 7        | 1      | 1           | 0          |
| F. Paghera     | 6        | 0       | 1           | 0          | 1            | 0            | 0            | 0            | 7        | 0      | 1           | 0          |
| F. Partipilo   | 9        | 4       | 2           | 0          | 1            | 1            | 0            | 0            | 10       | 5      | 2           | 0          |
| D. Peralta     | 8        | 1       | 1           | 0          | 0            | 0            | 0            | 0            | 8        | 1      | 1           | 0          |
| M. Proietti    | 8        | 1       | 1           | 0          | 1            | 0            | 0            | 0            | 9        | 1      | 1           | 0          |
| F. Raičević    | 7        | 2       | 0           | 0          | 0            | 0            | 0            | 0            | 7        | 2      | 0           | 0          |
| M. Russo       | 4        | 0       | 0           | 0          | 1            | 0            | 0            | 0            | 5        | 0      | 0           | 0          |
| A. Salzano     | 4        | 1       | 0           | 0          | 0            | 0            | 0            | 0            | 4        | 1      | 0           | 0          |
| E. Saugher     | 6        | 0       | 1           | 0          | 1            | 0            | 0            | 0            | 7        | 0      | 1           | 0          |
| G. Torromino   | 8        | 0       | 0           | 0          | 0            | 0            | 0            | 0            | 8        | 0      | 0           | 0          |
| D. Vantaggiato | 7        | 3       | 2           | 0          | 1            | 0            | 0            | 0            | 8        | 3      | 2           | 0          |
| T. Vitali      | 0        | 0       | 0           | 0          | 0            | 0            | 0            | 0            | 0        | 0      | 0           | 0          |

## Giovanili

### Organigramma
Area direttiva
- Responsabile settore giovanile: Silvio Paolucci
- Responsabile tecnico: Stefano Furlan
- Responsabile scuola calcio: Luciano Marini

Under-16
- Allenatore: Luigi Viola
- Allenatore in seconda: Marco Ciarimboli
- Preparatore atletico: Corrado De Luca
- Preparatore dei portieri: Alberto Raggi

Primavera
- Allenatore: Ferruccio Mariani
- Allenatore in seconda: Daniel Schiavi
- Preparatore atletico: Roberto Stefanelli
- Preparatore dei portieri: Alessio De Angelis

Under-15
- Allenatore: Marco Schenardi
- Allenatore in seconda: Francesco Felli
- Preparatore atletico: Riccardo Massi
- Preparatore dei portieri: Giulio Di Antonio

Under-17
- Allenatore: Mirko Pagliarini
- Allenatore in seconda: Jacopo Rosati
- Preparatore atletico: Corrado De Luca
- Preparatore dei portieri: Alberto Raggi

Under-14 Pro
- Allenatore: Goffredo Carocci
- Allenatore in seconda: Marco Ciarimboli
- Preparatore atletico: Luca Casali
- Preparatore dei portieri: Giulio Di Antonio